# Яркенд (річка)
40°26′ пн. ш. 80°59′ сх. д. / 40.433° пн. ш. 80.983° сх. д.
Яркенд (кит.: 叶尔羌河; піньінь: Yèěrqiāng hé; уйгурська:يەكەن دەرياسى), також Зарафшан, у верхній течії Раськем-Дар'я, річка в Сіньцзяні у Китаї, є складовою Тариму. Довжина 1 068 км. Бере початок у льодовиках Каракоруму з льодовика Північний Римо; після виходу з гір утворює конус винесення з численними рукавами, потім, до злиття з річками Аксу і Хотан (інші складові Тариму), тече по північно-західній околиці Таримського басейну, у нестійкому річищі.
Літня повінь, обумовлена таненням снігів і льодовиків, дощами; навесні на рівнині пересихає. Середня витрата води близько 170 м³/сек. Зрошує Яркендську оазу.
Найбільші притоки Яркенду — Кирчинбулак, Шамал-Дар'я.
На лівому рукаві Яркенду побудовано водосховище Сяосіхайцзи.